# میخائیل دوم
میخائیل دوم(به یونانی: 'Μιχαήλ Β) (به انگلیسی: Michael II) (درگذشتهٔ ۲ اکتبر ۸۲۹) امپراتور روم شرقی (بیزانس) از ۸۲۰ تا ۸۲۹ و بنیان‌گذار دودمان آموری بود. او در طول دوران حکومتش تلاش نمود تا ستیزهٔ مربوط به مسئلهٔ شمایل‌شکنی را که در سدهٔ نهم به بروز تفرقه در روم شرقی انجامیده بود را تعدیل نماید.

## زندگینامه
میخائیل در خانواده‌ای طبقهٔ پایین در آموران در آسیای صغیر زاده شد. پس از پیوستنش به ارتش به مقام فرماندهی رسید و در آنجا با لئوی ارمنی (بعدتر امپراتور لئوی پنجم) دوست شد. هنگامی که باردانس تورکوس و نیکه‌فروس یکم در ۸۰۳ بر سر تاج و تخت امپراتوری با یکدیگر در ستیزه بودند، میخائیل و لئو در ابتدا جانب باردانس را گرفتند اما دیری نپایید که او را تنها گذاشته و به نیکه‌فروس پیوستند.
سال‌ها بعد پس از آنکه لئو در ۸۱۳ به امپراتوری بیزانس رسید، نسبت به دوست قدیمیش میخائیل ظنین شد و او را به اتهام خیانت به زندان انداخت. لئو سپس در ۲۴ دسامبر ۸۲۰ فرمان مرگ او را صادر کرد و دستور داد تا میخائل را در کوره‌ای انداخته بسوزانند. اما حامیان میخائیل فردای آن روز لئو را به‌قتل رساندند و میخائیل را امپراتور نامیدند. اما کمی پیش از آن که میخائیل بر تخت امپراتوری نشیند، سربازی به نام توماس اسلاونیایی سر به شورش برداشت و تا پایان ۸۲۳ طول کشید که میخائیل بتواند این شورش را سرکوب نماید.
اما این شورش باعث تضعیف امپراتوری شده بود به‌طوری که در برابر حملات بعدی مسلمانان توان مقاومت نداشته و آنها توانستند کرت را در ۸۲۶ یا ۸۲۷ و بخش‌هایی از سیسیل را در فاصلهٔ ۸۲۷ تا ۸۲۹ فتح نمایند.
میخائیل دوم یکی از طرفداران شمایل‌شکنی بود که استفاده از نگاره‌ها و شمایل‌های مذهبی را ممنوع می‌دانست. اما او در عمل سیاستی مداراگرانه را در این باره در پیش گرفت و حتی کسانی را که به‌خاطر تعلق خاطرشان به شمایل‌ها زندانی شده بودند را آزاد کرد. او همچنین اسقف‌اعظم پیشین نیکه‌فروس، تئودور استادیتز و دیگر خداشناسانی را که به همین دلیل تبعید شده بودند را بار دیگر به سرزمینشان بازگرداند.
میخائیل دوم در ۲ اکتبر ۸۲۹ درگذشت.